# Thumbelina
Vous lisez un « bon article » labellisé en 2011.
Thumbelina (née le 1er mai 2001, morte en 2018) est une jument alezane naine de race miniature américaine, portant le titre de « plus petit cheval du monde » depuis le 7 juillet 2006, toujours tenante du titre de « plus petit cheval ayant existé ». Propriété de Kay et Paul Goessling, ainsi que de leur fils Michael, elle a vu le jour dans leur élevage de Goose Creek Farms à Ladue, dans le Missouri. À l'âge de 5 ans, elle mesure 44,5 cm de haut pour 26 kg, soit la taille et le poids d'un chien moyen, ce qui lui permet de recevoir officiellement son titre dans le livre Guinness des records, en automne 2006.
Après cette reconnaissance, Thumbelina acquiert la célébrité en effectuant des tournées dans les hôpitaux en faveur d'enfants malades, sur tout le territoire des États-Unis, grâce à l'association qui s'est montée autour d'elle, la Thumbelina Charitable Foundation. Sa popularité s'est étendue au monde entier, au point qu'elle compte de son vivant, et selon ses propriétaires, des dizaines de millions de fans dans plus de 150 pays.
Cette petite jument est en réalité atteinte d'un nanisme déformant, qui est à l'origine de sa taille et de ses particularités physiques.

## Histoire de Thumbelina

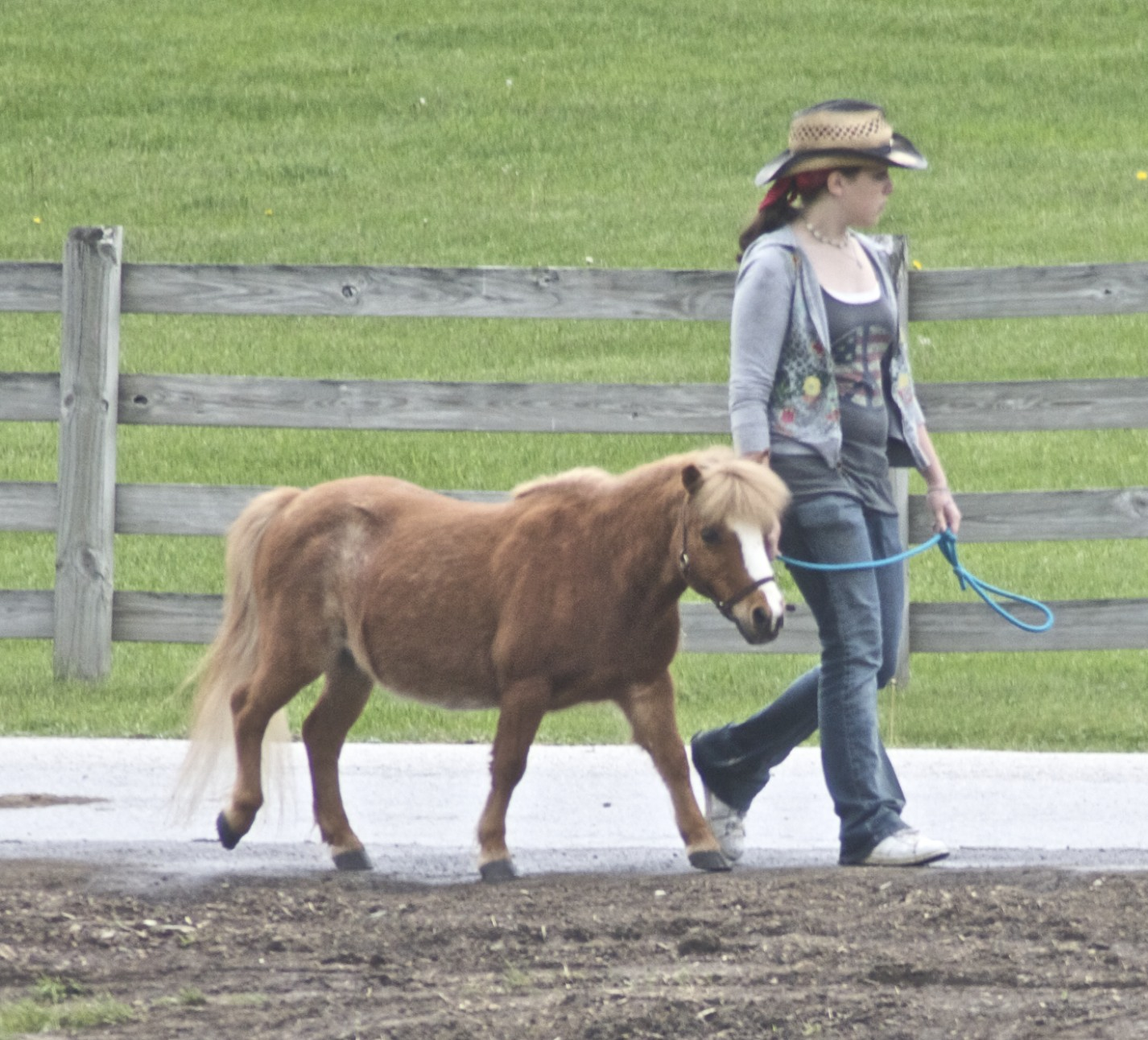
Un cheval miniature mesure habituellement environ 85 cm de haut.

L'histoire de Thumbelina commence au milieu des années 1990, lorsque Kay Goessling lance un élevage équin spécialisé dans les chevaux miniatures américains à Ladue, à côté de Saint-Louis, dans le Missouri, aux États-Unis. Il le nomme Goose Creek Farms. Habituellement, les animaux qu'élèvent Kay et Paul Goessling toisent de 71 à 97 cm (85 cm en moyenne) au garrot une fois adultes. Goose Creek Farms compte une cinquantaine de chevaux miniatures stationnés sur place toute l'année.

### Naissance
Thumbelina naît le 1er mai 2001 à Goose Creek Farms. Sa naissance est compliquée, l'animal pesant 3,9 kg pour une taille de 25 cm à la naissance (alors qu'un poulain miniature fait habituellement entre 6,5 et 11,5 kg pour une taille de 40 à 55 cm), ce qui correspond à la hauteur d'un chihuahua adulte et au poids d'un nouveau-né humain. C'est également une surprise car aucun animal dans sa généalogie ne semble atteint de nanisme.
Elle présente des difficultés à s'alimenter, et semble maladive et fragile. Kay et Paul Goessling savent immédiatement que cette jument n'atteindra jamais une taille « normale » et pensent qu'elle ne survivra pas longtemps,. Ils la baptisent « Thumbelina » en référence au conte célèbre de Hans Christian Andersen, La Petite Poucette (Thumbelina en anglais), qui doit surmonter de nombreuses épreuves en dépit de sa petite taille.

### Croissance
Thumbelina surprend ses éleveurs et propriétaires en se comportant peu à peu comme un poulain normal, et en recouvrant une bonne santé. Ils commencent à réaliser qu'ils possèdent peut-être le plus petit cheval au monde lorsqu'elle cesse de grandir à l'âge d'un an : il s'agit alors du plus petit cheval de cet âge qu'ils n'aient jamais vu. La jument joue avec des chiens et semble apprécier leur compagnie davantage que celle des chevaux, elle est par ailleurs réputée avoir adopté la niche d'un chien en lieu et place d'une écurie. Son alimentation est étroitement surveillée, et se compose habituellement d'une poignée de foin et d'une tasse de grain, deux fois par jour.

### Certification
Thumbelina doit sa notoriété et son statut de « plus petit cheval du monde » à Michael Goessling, qui, lorsque la petite jument est considérée comme adulte, à trois ans, pense qu'« il serait amusant de voir si elle serait qualifiée comme plus petit cheval du monde, car le précédent plus petit cheval, également un nain, est légèrement plus grand ». Le vétérinaire qui suit Thumbelina remplit les papiers nécessaires pour les envoyer au siège du Livre Guinness des records, à Londres. Le 7 juillet 2006, le personnel du livre Guinness homologue officiellement Thumbelina comme « plus petit cheval du monde »,, et en automne de la même année, elle est incluse au livre, avec une taille de 44,5 cm,,, ce qui fait d'elle à la fois le plus petit cheval vivant au monde et le plus petit cheval ayant jamais existé. Sa photo figure dans l'édition 2008 du livre Guinness, à côté de Radar, le plus grand cheval vivant du monde à la même époque.

### Célébrité
Après sa certification, l'intérêt pour cet animal particulier s'étend à tous les États-Unis, puis au monde. Michael Goessling, qui s'en occupe, affirme « ne jamais vouloir la vendre, quel que soit le prix proposé ». Thumbelina effectue régulièrement des tournées dans les hôpitaux américains, ainsi que des présentations sur les plateaux de télévision. Une association s'est montée autour d'elle le 2 janvier 2007, la Thumbelina Charitable Foundation, qui organise le Children's Thumbelina Tour en faveur des enfants malades. Cette petite jument, elle aussi malade, adorerait en effet la compagnie des enfants d'après ses propriétaires.
En 2007, le Children's Thumbelina Tour, parti de Louisville le 1er mai durant la semaine du Kentucky Derby, aurait compté un passage dans 48 États différents, parcourant 37 000 miles, visitant plus de 180 lieux différents, et rencontrant 20 000 enfants jusqu'au mois de novembre,, avec pour but de rassembler un million de dollars en faveur des enfants malades dans l'année. Au 3 novembre 2007, le chiffre de 100 000 dollars est annoncé. Le tour s'effectue principalement dans des unités pédiatriques de soin du cancer, des centres pour grands brûlés, et des musées américains. Une « Thumbymobile » est créée spécialement pour les déplacements de Thumbelina sur le territoire des États-Unis. L'un des organisateurs des déplacements de la petite jument, qui s'occupe par ailleurs d'un groupe de rock, affirme que Thumbelina est plus simple à gérer que des musiciens,.
D'après la Thumbelina Charitable Foundation, la petite jument compte des dizaines de millions de fans, en particulier parmi les enfants, répartis dans plus de 150 pays. Le but affiché des tournées de Thumbelina est de venir en aide aux enfants en leur permettant de rencontrer la petite jument et de connaître ainsi « un moment de joie ». Une partie des gains glanés durant les tournées ou grâce à la vente de produits dérivés est reversée à des associations en faveur des enfants malades, ou victimes de violence. Les propriétaires de Thumbelina mettent en avant l'analogie entre leur petite jument, qu'ils présentent comme une battante qui a survécu à de nombreuses épreuves et qui accomplit désormais de grandes choses, et les enfants malades. Cette célébrité est relayée par des centaines d'articles de presse et de reportages à la télévision, particulièrement aux États-Unis,, au point que, selon ses propriétaires, Thumbelina serait devenue « l'un des animaux vivants les plus célèbres au monde ».
En dehors de ces tournées, la petite jument retrouve son élevage de Goose Creek Farms où elle est élevée comme tout cheval. Elle meurt en 2018.

## Morphologie et santé

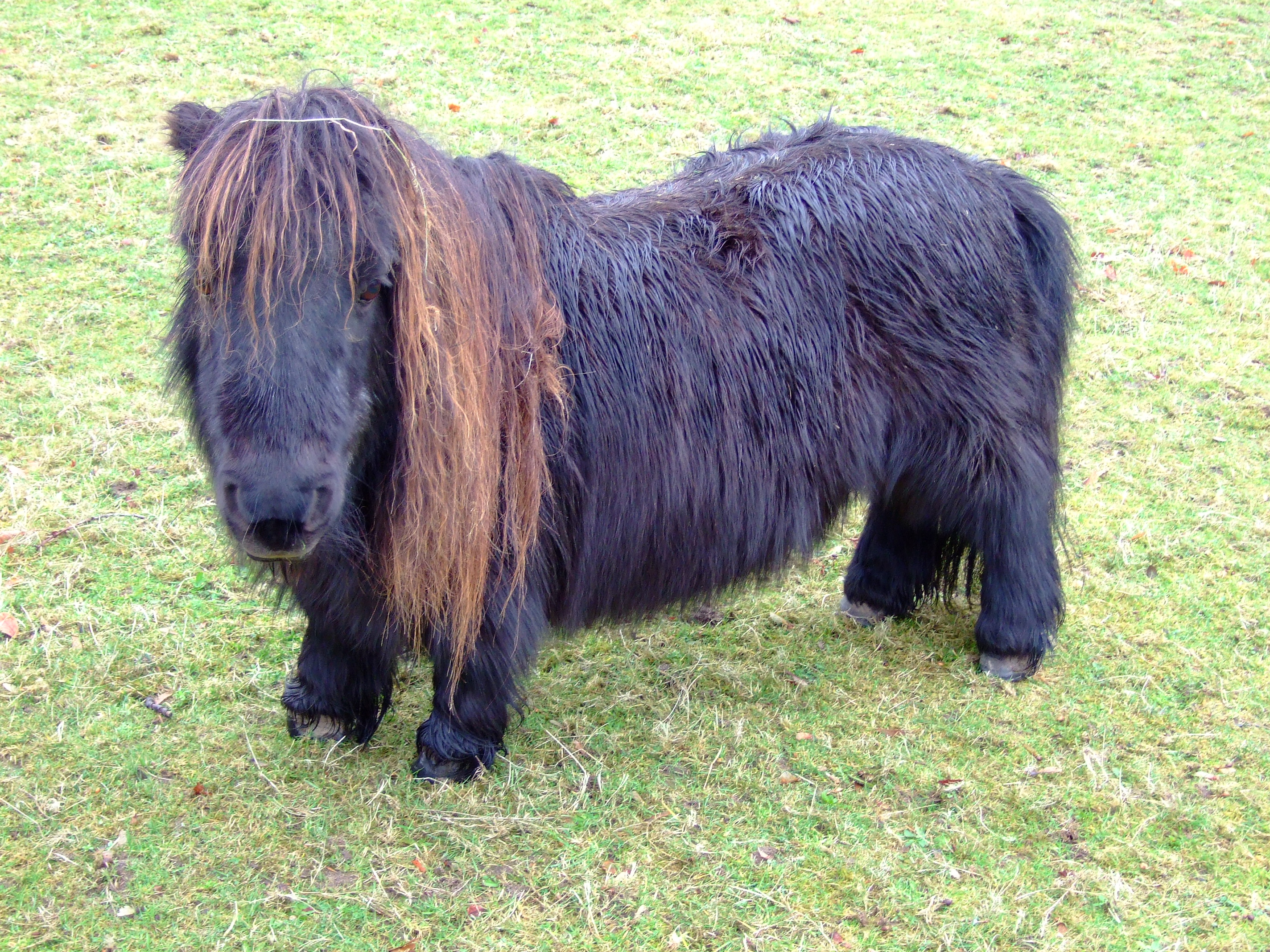
Poney noir atteint de nanisme déformant.

La taille de Thumbelina est due au nanisme, ce qui fait d'elle un cheval nain dans une race de chevaux miniatures. Cette forme de nanisme particulière aux animaux s'accompagne souvent de particularités physiques, telles qu'un raccourcissement des membres. Cette petite jument porte des accessoires orthopédiques pour redresser ses jambes, proportionnellement beaucoup plus petites que son corps et sa tête. Le nanisme diminue aussi l'espérance de vie de Thumbelina par comparaison à celle d'un cheval « normal ». Bien que Thumbelina puisse théoriquement porter des poulains, ses propriétaires ont décidé de ne pas la faire pouliner afin « d'éviter des complications pendant la grossesse », et de faire en sorte que le nanisme, héréditaire, ne se propage pas. Comme un certain nombre de chevaux miniatures, Thumbelina a en outre une malocclusion dentaire, les dents de sa mâchoire inférieure passant devant celles de sa mâchoire supérieure. Toutefois, ses propriétaires mettent en avant le fait qu'elle est en parfaite santé.
Vue sous un certain angle et de par sa taille, Thumbelina ressemblerait plus à un chien qu'à un cheval, son corps évoquant « un tonneau posé sur de toutes petites jambes ». L'existence de cette petite jument met en relief les profondes différences morphologiques existant entre les races de chevaux domestiques sous l'influence de la sélection humaine : alors que le shire dépasse 1,90 m au garrot et peut peser plus d'une tonne, Thumbelina dépasse à peine les 40 cm pour 26 kg,,.